# Љубов Успенска
Љубов Залмановна Успенска (рус. Любовь Залмановна Успенская, рођена Сицкер (рус. Сицкер); Кијев, 24. фебруар 1954) америчко-руска је певачица.

## Дискографија

### Студијски албуми
- 1985/1994 — My Loved One /
- 1987/1993 —
- 1993 —
- 1994 —
- 1996 —
- 1997 —
- 2003 —
- 2007 —
- 2010 —
- 2012 —
- 2016 —
- 2019 —

### Албуми уживо
- 1995 —

### Компилације
- 1994 —
- 1994 —
- 1998 —
- 2003 —
- 2005 —
- 2006 —
- 2007 —

### Видео албуми
- 1997 —